# Hirtenberger M6C-210
L'Hirtenberger M6C-210 commando è un mortaio austriaco.
Fa fuoco con percussione tramite pulsante di sparo posto alla base della canna che agisce sullo spillo percussore con molla di richiamo con relativa sicura. Di facile impiego, caratterizzata da elevata mobilità, atta a soddisfare le esigenze di fuoco attraverso il rapido schieramento. L'M6C viene utilizzato perlopiù dalle squadre fucilieri.